# شرکت مهندسی انرژی چین
شرکت مهندسی انرژی چین (انگلیسی: China Energy Engineering Corporation) شرکت دولتی انرژی چینی است، که در سال ۲۰۱۱ توسط سازمان ساساک تأسیس شد.